# Pfarrkirche Maissau
Die Pfarrkirche zum hl. Veit in Maissau in Niederösterreich mit nordöstlich vorgestelltem Turm und halbrunder Apsis steht auf einer Terrassenstufe zwischen Hauptplatz und Burg.

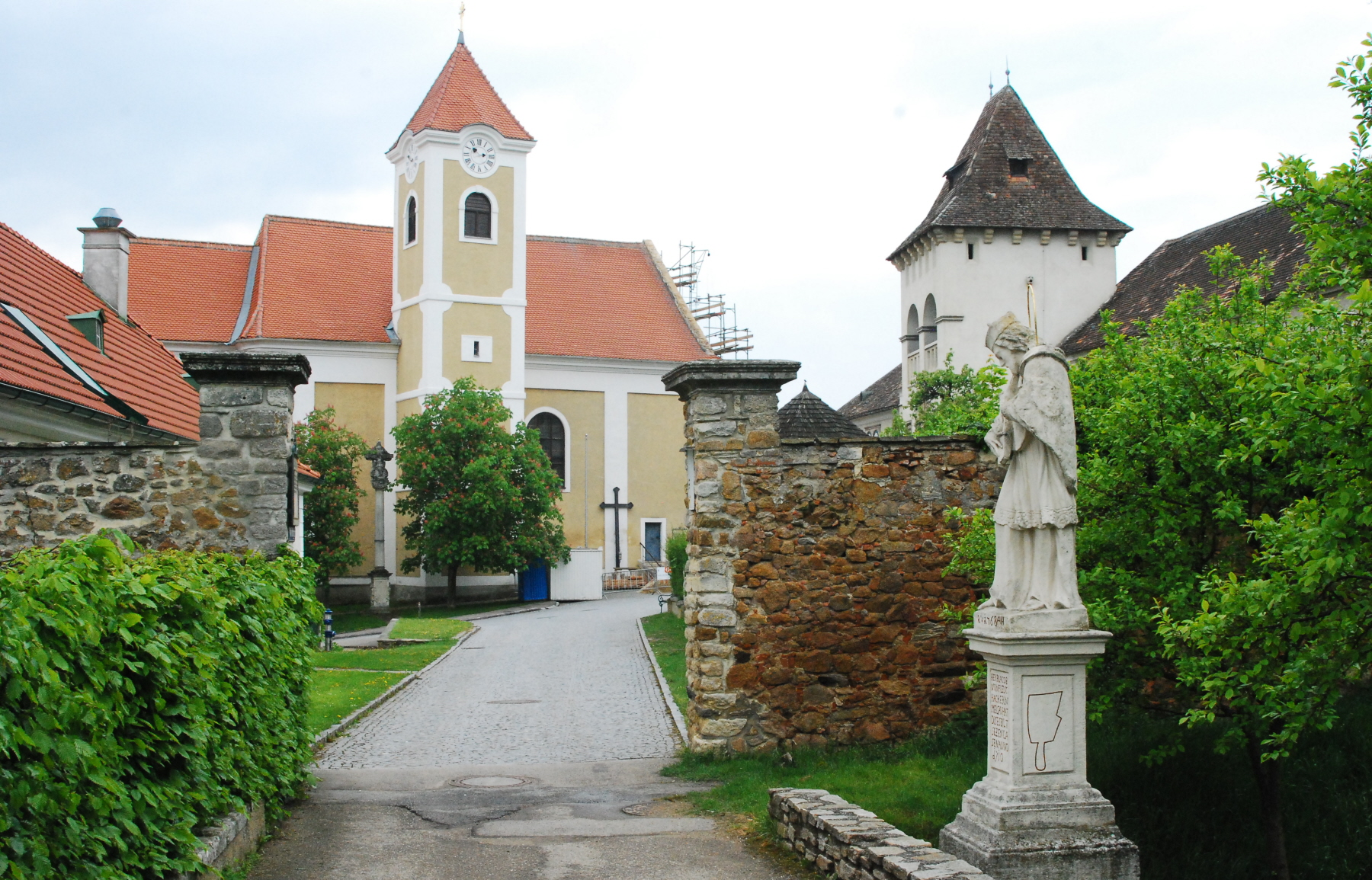
Pfarrkirche Maissau, Ansicht von Nordosten

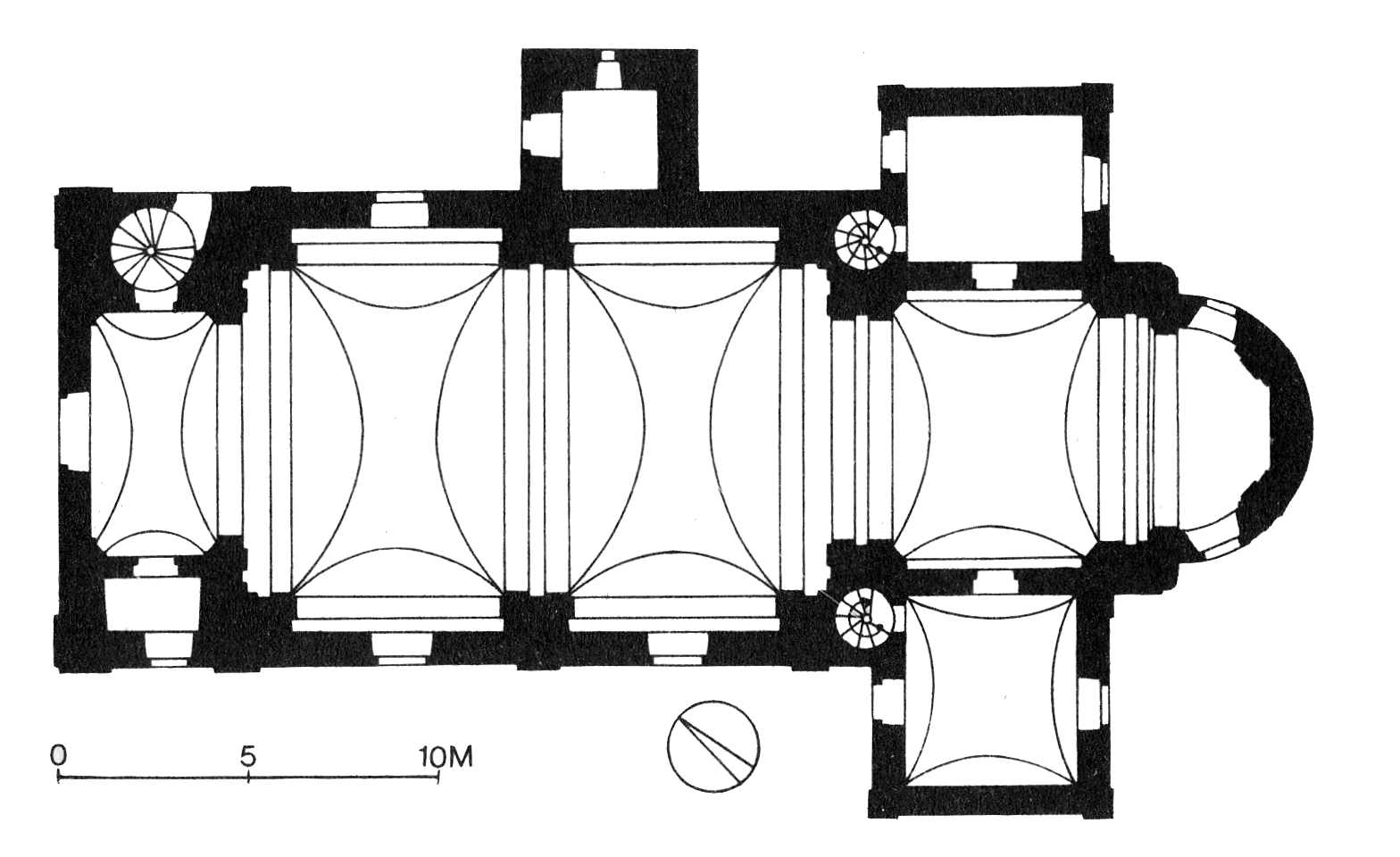
Grundriss der Pfarrkirche Maissau

Die barocke römisch-katholische Saalkirche gehört zum Dekanat Sitzendorf im Vikariat Unter dem Manhartsberg und steht gemäß Verordnung des Bundesdenkmalamtes unter Denkmalschutz (Listeneintrag).

## Pfarrgeschichte
Die Pfarre ist vermutlich in Zusammenhang mit der Marktgründung aus herrschaftlichem Benefiz entstanden und war herrschaftliche Lehenspfarre. Im Jahre 1265 wurde erstmals ein Pfarrer in Maissau urkundlich erwähnt.
Im Jahre 1425 wurde die Kirche während der Hussitenkriege zerstört und später wieder aufgebaut. Wann der Neubau erfolgte, ist nicht bekannt. Mit der Reformationszeit wurde der Ort für etwa 70 Jahre protestantisch.
Die Pfarrkirche wurde im Jahre 1767 durch einen Brand neuerlich zerstört, wobei auch das an alten Dokumenten und Urkunden reiche Archiv des Schlosses zum Großteil vernichtet wurde.
Im Jahre 1768 erfolgte der Neubau im spätbarocken-klassizistischen Stil. Aus dem im Jahre 1785 aufgelassenen Paulanerkloster Wiener Neustadt von Johann Michael Blaschewitz wurden die Orgel, die Kreuzwegbilder sowie Kultgegenstände und wertvolle Paramente erworben. Die Orgel wurde dann von Franz Xaver Christoph umgebaut.
Die Kirche wurde in den Jahren 1867 und 1882 renoviert.

## Baubeschreibung

### Außen
Das Langhaus und der eingezogene Chor sind durch ein umlaufendes Traufgesims, schlichte Putzfelder und Rundbogenfenster aus dem dritten Viertel des 18. Jahrhunderts gegliedert und mit einem Satteldach versehen. Der im ersten Drittel des Langhauses nordöstlich angebaute Turm aus dem Jahre 1843 ist vierzonig gegliedert, hat Uhrengiebel über den Rundbogenfenstern des Schallgeschoßes und ein Pyramidendach, das von einem Turmkreuz bekrönt wird.

### Innen

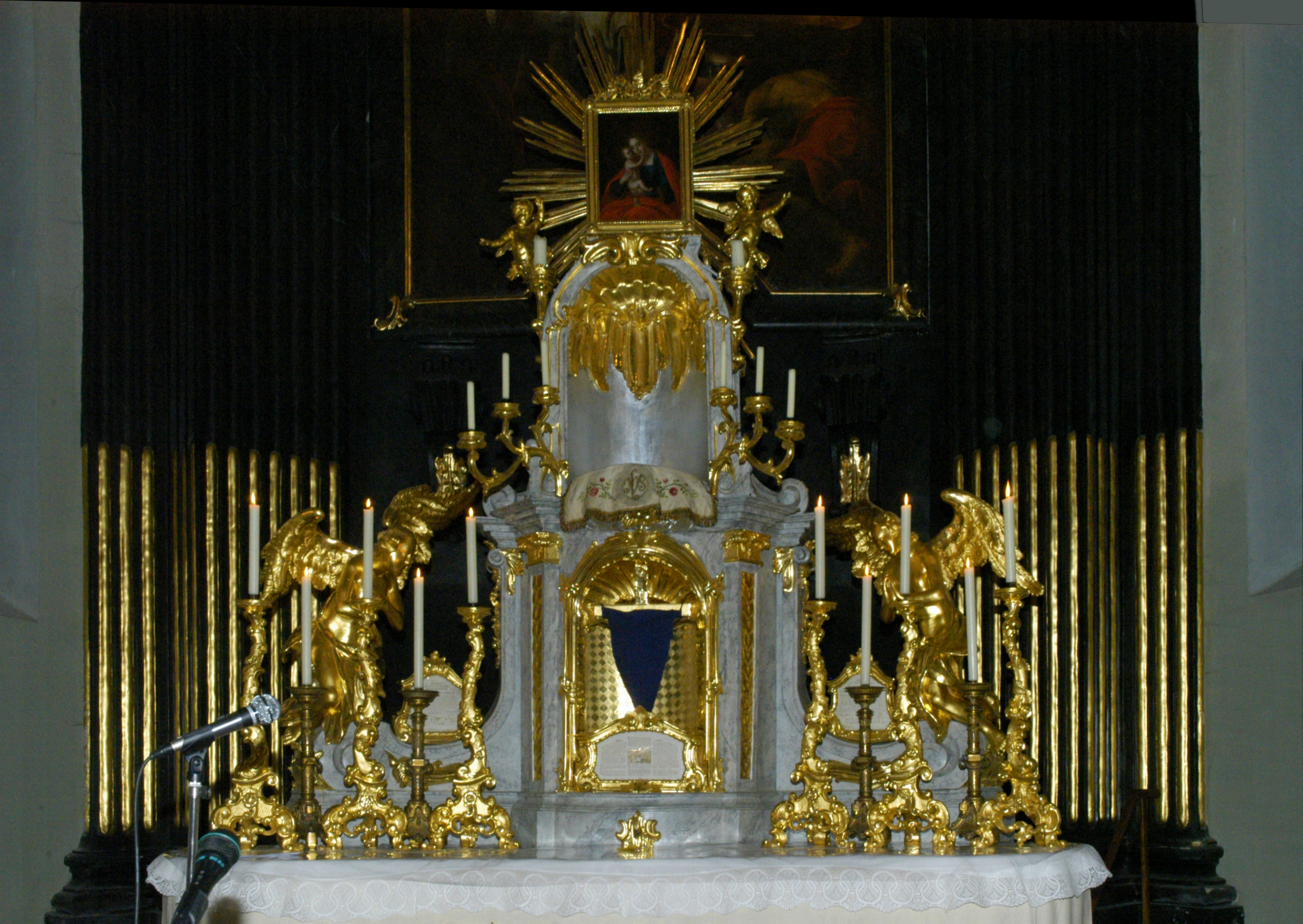
Hochaltar

Einem kurzen eingezogenen Emporenjoch im Nordwesten folgt das zweijochige Langhaus, das durch einen halbrunden Triumphbogen mit Gurtvorlagen den ebenfalls eingezogenen quadratischen Chor und die im Südosten folgende Halbkreisapsis erschließt.
Doppelgurtbögen auf Wandpfeilern mit Pilastern und stark profiliertem Gebälk tragen die Platzlgewölbe der Decke. Beiderseits des Chores befinden sich quadratische Anräume, der südwestliche mit Platzlgewölbe. Von diesen Räumen aus gelangt man über Aufgänge zu flach gedeckten Emporen mit segmentbogigen Fenstern zum Chor.
Die Gewölbemalereien in Laub- und Bandlwerkformen mit zentralen Medaillons die Heilige Dreifaltigkeit darstellend stammen aus dem Jahre 1882.

## Ausstattung

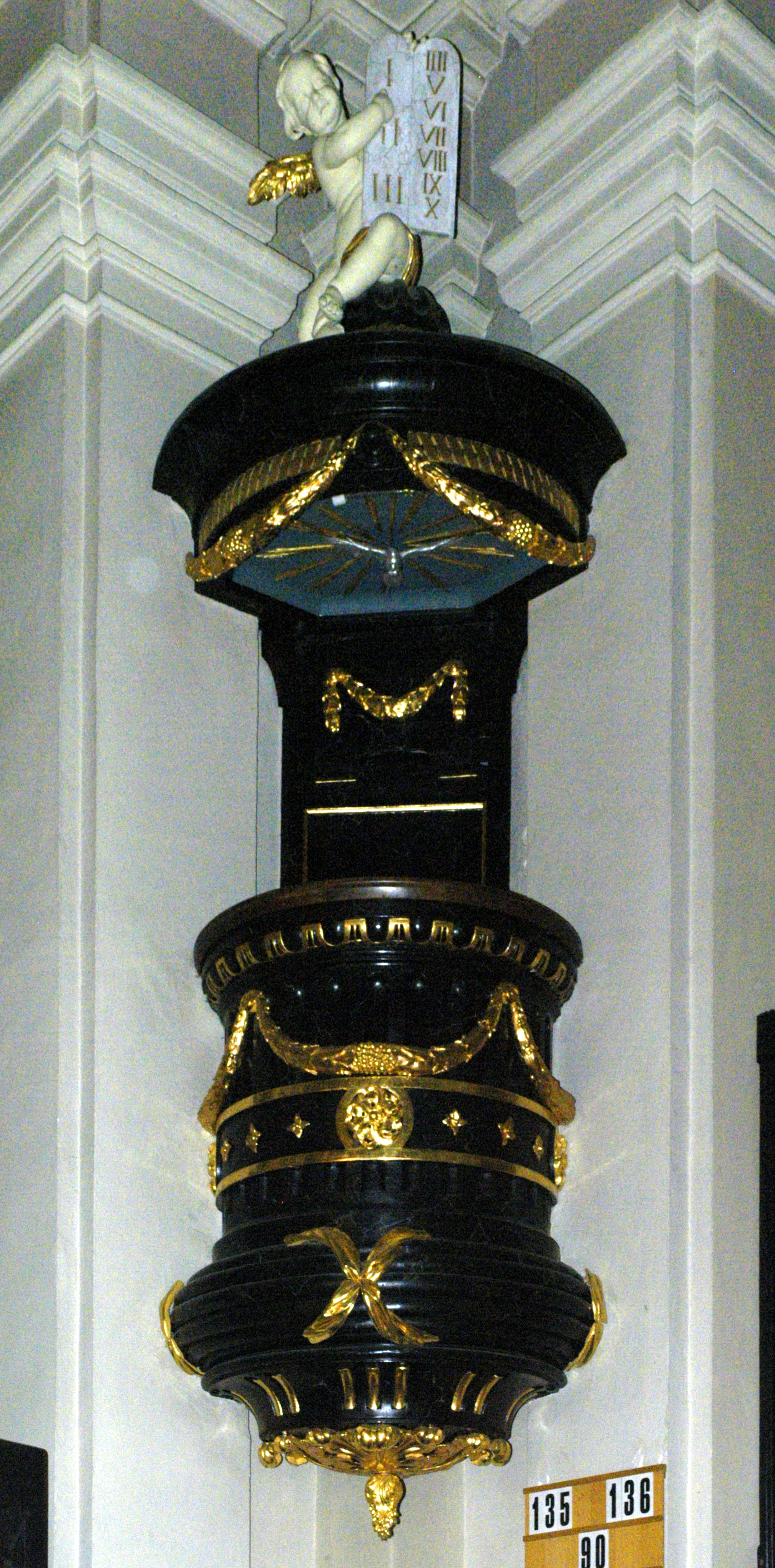
Kanzel mit Zopfdekor

Einheitliche klassizistische Ausstattung in schwarz/gold Akkord aus dem vierten Viertel des 18. Jahrhunderts.
Der Hochaltar besteht aus einem hohen Retabel mit Strahlenkranzaufsatz und kannelierten Pilastern. Das Altarblatt zeigt das Martyrium des heiligen Veit und stammt aus dem Ende des 18. Jahrhunderts. Der reiche Tabernakelaufbau wird von Engelsfiguren flankiert.
Der barocke Volksaltar, ein Sarkophagaltar aus dem Anfang des 18. Jahrhunderts, stammt aus der Kapelle (Kirchenbau) der Burg Rappottenstein, wurde verkürzt und in die Pfarrkirche von Maissau übertragen.
Die Kanzel mit Zopfdekor trägt auf dem Schalldeckel eine Puttenfigur mit Gesetzestafeln der Zehn Gebote.
Die vierzehn großen Kreuzwegbilder aus der Mitte des 18. Jahrhunderts wurden vom aufgelassenen Paulanerkloster Wiener Neustadt übertragen. Zwei übermalte Leinwandbilder aus der Mitte des 18. Jahrhunderts zeigen den heiligen Florian und eine Darstellung der Madonna.
Ein barockes gebuckeltes Weihwasserbecken und ein barockes gebuckeltes Taufbecken auf einem klassizistischen Pfeiler aus dem Ende des 18. Jahrhunderts vervollständigen die Ausstattung.

## Orgel
Die Orgel geht auf ein einmanualiges Instrument zurück, das Johann Michael Blazewicz im Jahr 1756 für das Paulanerkloster in Wiener Neustadt schuf. Nach Aufhebung des Klosters wurde die Orgel von Franz Xaver Christoph im Jahr 1785 nach Maissau übertragen und dort in ein neues Gehäuse eingebaut. Christoph ergänzte ein schmales dreiteiliges Brüstungspositiv und musizierende Putten. Im Jahr 1876 baute Hesse einen freistehenden Spieltisch und statt der drei alten Bälge einen Magazinbalg ein. Mauracher änderte 1933 die Disposition. Der flache Prospekt des Hauptwerks ist dreiteilig gestaltet mit zweigeschoßigen Flachfeldern im Mittelteil. Im oberen Feld sind stumme, bronzierte Holzpfeifen aufgestellt. Das Pedalwerk steht in einem separaten Gehäuse dem Hauptwerk spiegelbildlich gegenüber. Die Register aus Rückpositiv und Pedal sind bis auf die Prinzipalpfeifen im Prospekt noch original, im Mittelteil des Pedalwerks stumm. Im Hauptwerk sind noch Prospektpfeifen aus dem Paulanerkloster erhalten. Die Orgel verfügt über 16 Register mit folgender Disposition:
| I Hauptwerk CDE–c4 |    |
| Prinzipal          | 8′ |
| Violon             | 8′ |
| Copel              | 8′ |
| Fugara             | 4′ |
| Copel              | 4′ |
| Dulciana           | 4′ |
| Quint              | 3′ |
| Mixtur IV          |    |

| II Positiv CDE–c4 |    |
| Coppel            | 8′ |
| Principal         | 4′ |
| Flöte             | 4′ |
| Oktav             | 2′ |

| Pedal CDE–a0 |     |
| Subbaß       | 16′ |
| Principalbaß | 8′  |
| Flötenbaß    | 8′  |
| Oktavbaß     | 4′  |

- Koppeln: II/I

## Glocken
Der Glockenturm beherbergt ein Fünfergeläut, das auf dem Salve-Regina-Motiv erklingt. Das Zwischenkriegsgeläut bestand aus fünf Glocken, von der die kleinste Glocke von 1928 erhalten ist. Es erklang auf den Schlagtönen f1 – gis1 – h1 – d2 – fis2. Die Glocken 1, 2 und 4 goss Karl Kutter 1924 in Wien. Glocke 3 aus dem Jahr 1896 stammte von Peter Hilzer, Wiener Neustadt. Die kleine Kutter-Glocke von 1928 blieb als einzige erhalten. Das heutige Geläut goss Josef Pfundner im Jahr 1948 aus Zinnbronze.
| Nr. | Gussjahr | Gießer, Gussort      | Masse (kg) | Durchmesser (mm) | Schlagton |
| --- | -------- | -------------------- | ---------- | ---------------- | --------- |
| 1   | 1948     | Josef Pfundner, Wien | 891        | 1.120            | fis1      |
| 2   | 1948     | Josef Pfundner, Wien | 420        | 886              | ais1      |
| 3   | 1948     | Josef Pfundner, Wien | 225        | 710              | cis2      |
| 4   | 1948     | Josef Pfundner, Wien | 167        | 642              | dis2      |
| 5   | 1928     | Karl Kutter, Wien    | 80         | 560              | fis2      |